# 激愛・三月までの…
『激愛・三月までの…』（げきあい・さんがつまでの）はTBSで1984年1月19日から3月29日まで放送されたテレビドラマ。2008年現在、CS放送で再放送されたがDVDソフト化及びオンデマンド配信されていない作品。 
31歳の男と16歳の少女の3か月間という限られた時間のなかのプラトニックな愛を描いた純愛ドラマ。草刈正雄と三田寛子のW主演であった。

## ストーリー
元アルペンスキーのスター選手の佐久田万平（草刈正雄 ）は、2連覇を目指しケガをおして出場した大会で大転倒し選手生命を絶たれるという苦い過去を背負った。香坂すみえ（三田寛子）はふとした死の誘惑から友達（浅沼友紀子）とともにビルの屋上から飛び降りるがすみえは一命を取り留める。北海道・占冠村のスキー場の設計を依頼され、失意の中北海道へ渡った万平は、そこですみえと出会う…。骨肉腫に襲われながら懸命に生きる万平とすみえの3ヶ月間という限られた時間の中での人間模様を描く。

## キャスト
- 佐久田万平 - 草刈正雄
かつてアルペンスキーの名選手だったが、ケガで選手継続を断念。その後は弟・良平が建設に係わるスキー場にアルペンコースを設営する目的で参加している。
- 香坂すみえ - 三田寛子
占冠村に住む女子高生。毎日2時間かけて札幌市内の高校に通う。高校ではスキー部所属。自分の人生を考えすぎるほど突き詰め、それで自殺を図ったこともある。
- 佐久田良平 - 勝野洋
万平の弟。「シムカップ・リゾートタウン建設」の企画開発主任。万平とは違って、自分の生き方とはこうだとこだわる。仕事が自分の中心と思ってまだ結婚の気が無い。
- 桜井幸子 - 中原理恵
万平の同僚で、フリーの照明デザイナー。万平とはスキーを通じて知り合った。結婚して7年経つが、夫は破局寸前の状態。レーザーディスプレイの商品化に意欲を持つ。
- 香坂淳三 - 左とん平
すみえの父で、小さな旅館「赤岩荘」の管理人。妻は5年前に亡くなり、落ち込んでいたが今は立ち直っている。
- 北見室長 - 神山繁
- 北村健 - 竹本孝之
すみえの高校のスキー部のキャプテン。すみえを何とか立ち直らせたいと思っている。
- 今井真弓：川田あつ子
すみえの高校のスキー部員で、すみえのライバル。健がすみえばかりに構っていることに不満を持っている。
- 香坂れい子 - 城戸真亜子
すみえの姉。良平の所で働いている。良平に恋心を寄せてはいるが、良平は仕事一途なことから構ってくれず、その恋の行方に悩んでいる。
- 小坂一也
- 浅沼友紀子
- 津田マリコ - 堀川まゆみ
- 中里益美 - 園みどり
- 沢田美智子 - 岡本広美
- 原満彦 - 岡本豪太郎
- 山本ケイコ - 麻生瑛子
- 長谷川ヒロコ - 矢部裕子
- 山田吾郎 - 所宏吏
- 滝沢進 - 村沢寿彦
- 西昌代 - 佐野恵子
- 服部洋子 - 古川美栄
- 布川マキ - 鈴木亜希子
- 梅沢 - 土屋嘉男（第4話ゲスト）
- 三浦雄一郎（第4話ゲスト）

他
（出典：）

## スタッフ
- 脚本：畑嶺明（全話担当）
- プロデューサー：中山和記
- 演出：藤田明二、矢口久雄
- 主題歌：コンボ・トウシュー「風色のサンバ」[3]
- 制作：テレパック・TBS

## サブタイトル
| 話数 | 放送日        | サブタイトル               | 演出     |
| ---- | ------------- | -------------------------- | -------- |
| 1    | 1984年1月19日 | 誰のために生きるの?        | 藤田明二 |
| 2    | 1月26日       | 危険な一夜                 | 藤田明二 |
| 3    | 2月2日        | 優しさはうわべだけなの?    | 藤田明二 |
| 4    | 2月9日        | 雪の中の抱擁               | 藤田明二 |
| 5    | 2月16日       | 裏切りはもう許せない       | 藤田明二 |
| 6    | 2月23日       | 探さないで、遠くに行きます | 藤田明二 |
| 7    | 3月1日        | あなたのそばにいたい       | 矢口久雄 |
| 8    | 3月8日        | 限りある命                 | 藤田明二 |
| 9    | 3月15日       | 俺は死にたくない!          | 藤田明二 |
| 10   | 3月22日       | あなたのために生きたい     | 藤田明二 |
| 11   | 3月29日       | さようなら ―― ありがとう   | 藤田明二 |

## エピソード
第1回目にすみえがビルから飛び降りたこのシーンは北海道放送の屋上と室内セットとを組み合わせて収録されたが、スタジオ収録中、友達役の浅沼友紀子はこの飛び降りシーンで骨折する事故を起こした。